# Neodadaísmo
Neodadaísmo ou Neo-Dada foi um movimento de artes visuais, sonoras e literárias que, a partir de 1950, resgatou os métodos e propósitos do dadaísmo, em reação contra o expressionismo abstrato. É o fundamento de movimentos como Fluxus, Pop art e Nouveau réalisme.

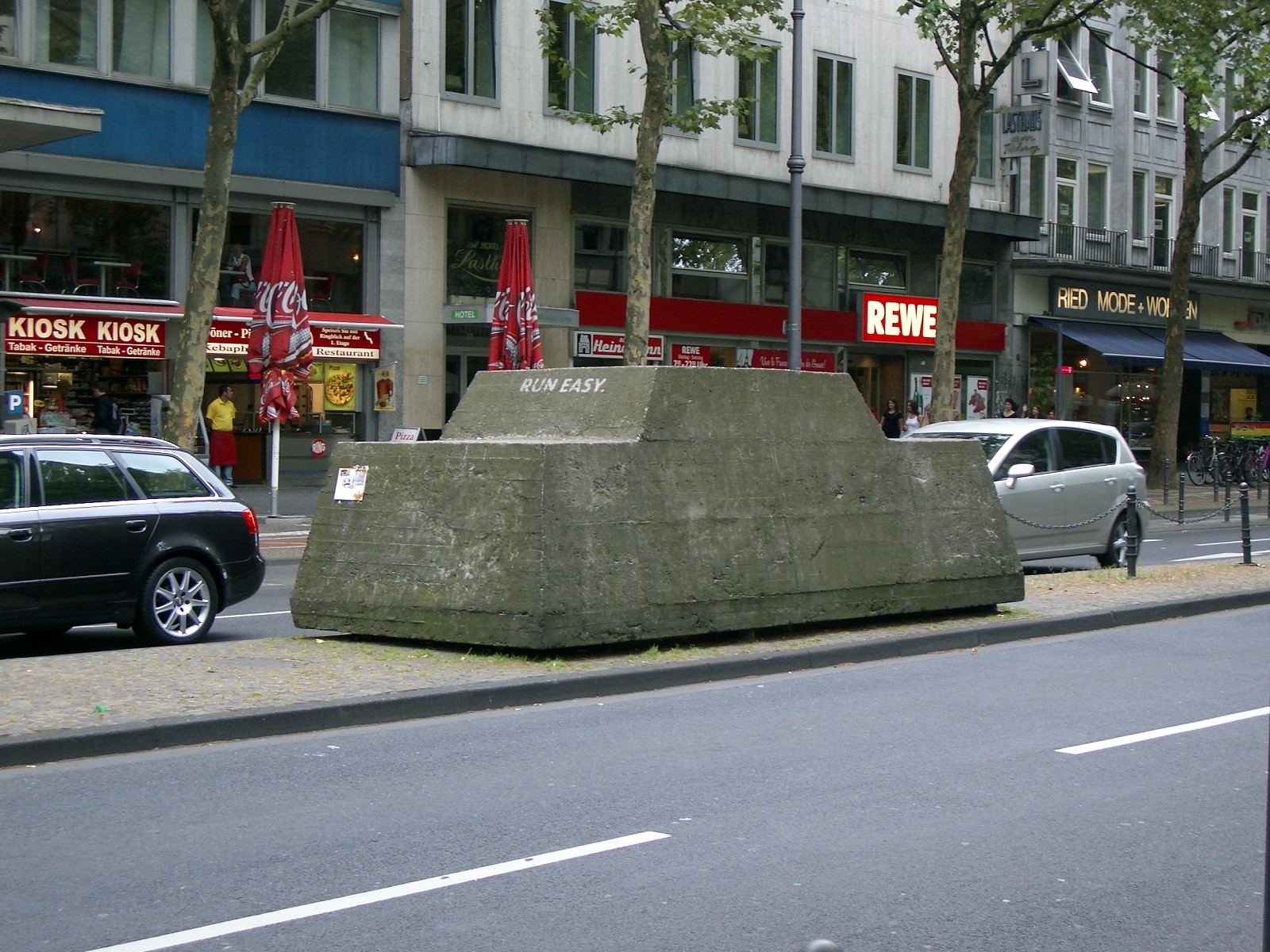
Wolf Vostell, Ruhender Verkehr, Blick von Nordwesten (1969)

Profundamente vanguardista, o neodadaísmo negou os conceitos tradicionais de estética, incorrendo na denominada anti-arte. Apesar de se basear nos propósitos do dadaísmo, nomeadamente no recurso ao método da apropriação artística, na rutura com os valores artísticos vigentes através duma arte conceptual, e principalmente, com o desmascarar do absurdismo da realidade burguesa, o neodadaísmo distinguiu-se pela tentativa de eliminação das fronteiras entre a arte e a vida, testando a função do artista e o valor das obras de arte, questionando a importância dos museus, e a sua "santificação" de objetos, assim como o papel do espectador no visionamento de uma obra de arte.
Nos anos 50, através do trabalho de Jasper Johns ou Robert Rauschenberg, o neodadaísmo procurou testar os conceitos de celebridade, iconoclastia e produção em massa, revelando a vacuidade da vida moderna, apegada aos modelos de uma sociedade de consumo, que veio a originar a pop art. No entanto, a partir dos anos 60, o movimento terá guiado os novos conceptualismos, trazidos pela Fluxus e os Nouveaux réalistes, onde a arte se radicaliza numa mera ideia ou ação, contrariando a importância do objeto artístico. Exemplo dessa radicalização terão sido as obras de John Cage produzidas em 1952, nomeadamente a composição 4'33" ou a sua Theater Piece No.1, que sintetizaram os intuitos do movimento neodadaísta.

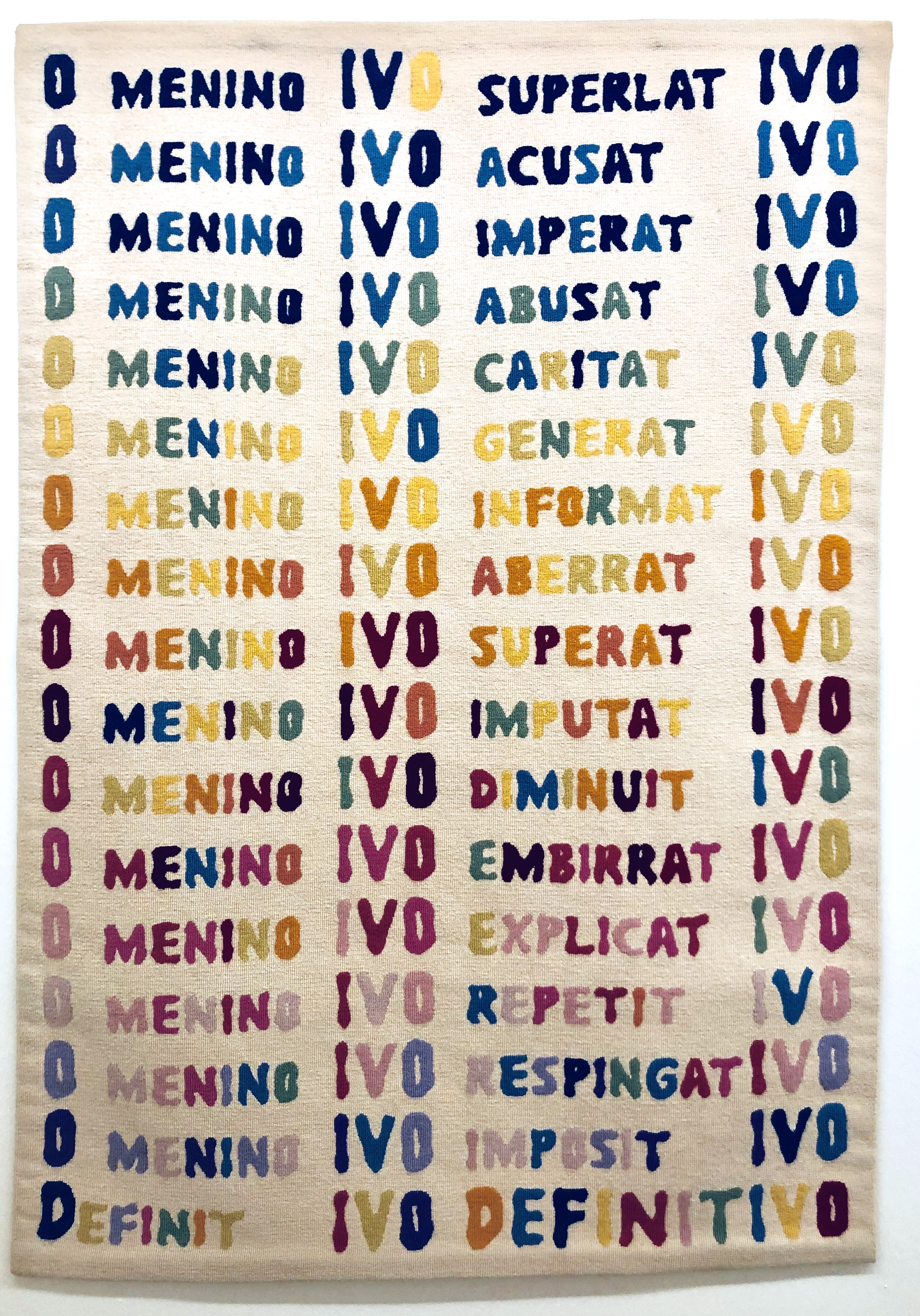
Salette Tavares, O Menino Ivo (1978)

O neodadaísmo é caracterizado pela pluralidade de meios artísticos a que recorreu, nomeadamente a colagem, assemblage, performance, happening, instalação, escultura, som e a poesia concreta. Nas suas tendências visuais, a arte neodadaísta é caracterizada pelo uso de materiais do quotidiano, adaptados enquanto ready-made, assim como pelo recurso a imagética popular.
Exemplos de artistas neodadaístas são: Joseph Beuys, Robert Rauschenberg, Yoko Ono, John Cage, Jasper Johns, Nam June Paik, Wolf Vostell e Daniel Spoerri.

## Em Portugal
No contexto português, as manifestações neodadaístas manifestaram-se inicialmente através da poesia concreta e do happening a partir dos anos 60, profundamente influenciadas pelo concretismo brasileiro e pelo movimento abjecionista. Terá sido apenas em 1977, com a exposição coletiva Alternativa Zero, comissariada por José Ernesto de Sousa, que a arte neodadaísta se solidificou em território português, alastrando-se ainda pela década de 80 em grupos artísticos como os Felizes da Fé.
Exemplos de artistas neodadaístas portugueses são: Ana Hatherly, Alberto Carneiro, Clara Menéres, Alberto Pimenta, E. M. de Melo e Castro, Salette Tavares, Jorge Peixinho e Rui Zink.